# Мана Сикана
Мана Сикана (малайск. Mana Sikana; 9 октября 1945 года, Баган-Серай, Перак — 26 мая 2025, Банги) — педагог, литературный критик и писатель Малайзии. Псевдоним. Настоящее имя Абдул Рахман Ханапиа (малайск. Abdul Rahman Hanapiah).

## Краткая биография
Окончил в 1968 году курсы учителей в Педагогическом лингвистическом колледже (Куала-Лумпур) и Институт малайского языка, литературы и культуры Национального университета Малайзии в 1974 году. Получил звание магистра (1981) и доктора (1991) в том же университете. Ученик и последователь в жанре литературной критики Мухаммада Хаджи Саллеха
Начал рабочую карьеру учителем в ряде школ Джохор-Бару (1969—1974). После окончания университета работал там же преподавателем. С 1991 года — научный сотрудник педагогического института Наньянского технологического университета Сингапура, с 2012 года — профессор Педагогического университета султана Идриса (Танджунг-Малим).

## Творчество
Писательской деятельностью начал заниматься с 1960-х годов. Автор девяти повестей, трёх сборников пьес, четырёх антологий рассказов. Художественное творчество проникнуто идеями абсурдизма, сюрреализма и экзистенциализма. В нём ощущается влияние Альбера Камю, Алена Роб-Грийе и индонезийских писателей Ивана Симатупанга и Путу Виджая
Переводил также на малайский язык рассказы Дж. Джойса и Франца Кафки.
Главный вклад сделан в области литературной критики: 48 книг и 113 эссе в различных журналах. Разработал также две оригинальные теории литературы: в 1986 году теорию «Таабудия», применимую к литературе с элементами ислама, и теорию «тексдилизм» (схожую с теорией интертекста Михаила Бахтина и Юлии Кристевой).

## Общественная деятельность
Являлся членом жюри по присуждению Главной литературной премии Малайзии, Литературной премии Мастра, Литературной премии Юго-Восточной Азии и Малайской литературной премии Сингапура.

## Награды
- Премия газеты «Брита Хариан» за лучший рассказ (1964)
- Премия «Сри Ангкаса» Малайзийского радио и телевидения за лучшую радиопьесу (1973)
- Звание «Лучший автор» журнала «Деван Састра» (1978)
- Литературная премия Национального университета Малайзии (1978)
- Национальная литературная премия (1978, 1982)
- Медаль «Выдающийся гражданин Перака» (1999)
- Орден «Защитнику короны Перака» (2000)
- Звание «Литератор Перака» (2004)

## Публикации[4]

### Повести
- Api di Lembah Kecubung (Огонь в аметистовой долине) (1981)
- Ronjang (Ронджанг) (1984)
- Keris Laksamana Bentan (Крис полководца Бентана) (1984)
- Kesesatan (Заблудившийся) (1987)
- Klimak (Климакс) (1989)
- Syajar (Шаджар) (1996).

### Антологии пьес
- Apa-Apa (Что-то) (1982)
- Tok Awang (Дедушка Аванг) (1984)
- Hikmah (Благодать) (1998)

### Антологии рассказов
- Santau (Яд) (1982)
- Jejak-Jejak Yang Hilang (Исчезнувший след) (1984)
- Abzyx (Пропасть) (1986)
- Nusia (Нусия) (2002).

### Литературная критика
- Teras Sastera Melayu Moden (Основы современной малайской литературы) (1982)
- Esei-esei Kesusasteraan (Эссе по литературе) (1983)
- Sastera Islam di Malaysia (Исламская литература в Малайзии) (1983)
- Kritikan Sastera: Kaedah dan Aplikasi (Литературная критика: метод и применение) (1986)
- Di Sekitar Pemikiran Drama Moden (Размышления о современной пьесе) (1989)
- Teori Sastera Moden (Теории современной литературы) (1990)
- Drama Melayu Moden (Современная малайская пьеса) (1996)
- Teori dan Kritikan Sastera Pascamodenisme (Теория и литературная критика постмодернизма) (1998)
- Sastera Pascamodenisme Melayu (Малайская постмодернистская литература) (2002)
- Teori dan Kritikan Sastera (Теория и литературная критика) (2002)
- Teori Sastera Kontemporari (Современные теории литературы) (2005)
- Teori dan Kritikan Sastera Malaysia dan Singapura (Теория и литературная критика Малайзии и Сингапура) (2005)